# Arachniodes respiciens
Arachniodes respiciens är en träjonväxtart som beskrevs av Satoru Kurata.
Arachniodes respiciens ingår i släktet Arachniodes och familjen Dryopteridaceae. Inga underarter finns listade i Catalogue of Life.